# Казанский военный округ

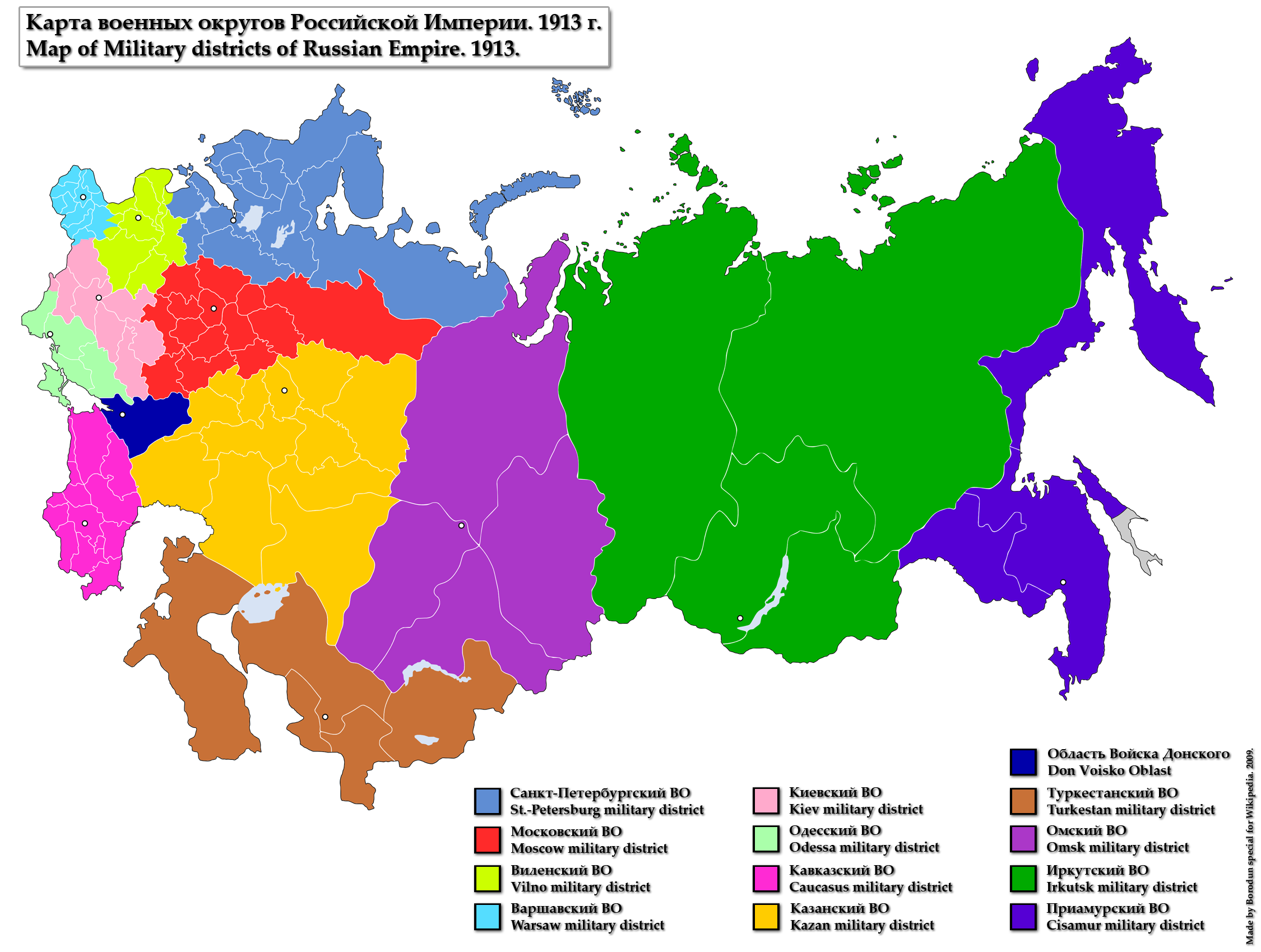
Схема военных округов Российской империи, на 1913 год, жёлтым цветом показан Казанский военный округ.

Каза́нский вое́нный о́круг — оперативно-стратегическое территориальное объединение вооружённых сил, существовавшее в разное время в Российской империи и в Союзе ССР.
Управление округа находилось в Казани. Казанский округ был важен, как вполне безопасный и надёжный базис для продовольствия и снабжения армии, связанный отличными водными и железнодорожными путями с разными районами Европейской и Азиатской России. Сокращённое действительное наименование — КазВО.

## В Российской империи
В мае 1862 года военный министр Российской империи Д. А. Милютин представил Александру II, во время реформ в России, предложения под заглавием «Главные основания предполагаемого устройства военного управления по округам». В основе этого документа было и следующее положение: Уничтожить деление в мирное время на армии и корпуса, высшей тактической единицей считать дивизию. Всю территорию империи разделить на военные округа (ВО). ВО в России учреждались постепенно, начиная с 1862 года. Казанский военный округ был образован указом, от 6 августа 1864 года (в «Военной энциклопедии» И. Д. Сытина ошибочно указан 1881 год образования округа. Включал территории Казанской, Пермской, Вятской, Пензенской, Симбирской, Саратовской, Самарской и Астраханской губерний. В 1881 году в его состав включена территория упразднённого Оренбургского военного округа. Командованию округа подчинялись Астраханское, Уральское и Оренбургское казачьи войска.
Состав и количество войск на территории округа постоянно изменялись, в него входили пехотные дивизии, артиллерийские бригады, отдельные батальоны (линейные, резервные, местные), большое количество иных частей, госпиталей и складов. На территории округа действовал Вольский кадетский корпус. Командующему округа по линии военного ведомства подчинялись Ижевский оружейный, Ижевский сталелитейный, Казанский пороховой, Сергиево-Самарский взрывчатых веществ, Самарский трубный заводы.
В русско-японскую войну в округе были сформированы и направлены на фронт 54-я, 61-я и 71-я пехотные дивизии, Оренбургская казачья дивизия, Уральская казачья бригада. В Первую мировую войну в округе формировалась 4-я армия, большое количество отдельных бригад и полков. К началу 1917 года численность войск округа составляла около 800 000 солдат и офицеров.
Декретом, от 30 марта 1918 года, округ был расформирован (фактически процесс расформирования продолжался до мая 1918 года). В соответствии с декретом Совета народных комиссаров РСФСР, от 4 мая 1918 года, территория бывшего Казанского военного округа была разделена между двумя вновь созданными округами: Приволжским и Уральским с центрами в Самаре и Екатеринбурге соответственно.

## Состав
На 1911 год в составе ВО:
- управление;
- XVI армейский корпус:
  - управление;
  - 41-я пехотная дивизия;
  - 45-я пехотная дивизия;
  - 47-я пехотная дивизия;
  - 5-я кавалерийская дивизия;
  - 16-й мортирный дивизион;
  - 1-й сапёрный батальон;
  - 2-й сапёрный батальон.
- XXIV армейский корпус:
  - управление;
  - 48-я пехотная дивизия;
  - 49-я пехотная дивизия;
  - 1-я отдельная Оренбургская казачья сотня;
  - 2-я отдельная Оренбургская казачья сотня;
  - 24-й мортирный дивизион;
  - 24-й сапёрный батальон.
- Казанская местная бригада;
- Пермская местная бригада;
- Оренбургская местная бригада;
- 1-й запасный кавалерийский полк;
- четыре местные казачьи команды;
- казачьи войска: Астраханское, Оренбургское и Уральское;
- Интендантские заведения:
  - вещевые склады: казанский и симбирский;
  - 11 продовольственных магазинов;
- Артиллерийские заведения: Ижевский оружейный и сталелитейный завод, Казанский пороховой завод, Сергиевский-Самарский завод взрывчатых веществ, Самарский трубный завод, казанский и оренбургский артиллерийские склады;
- Казанское военное училище;
- Оренбургское казачье училище;
- Симбирский и 2-й Оренбургский кадетский корпуса;
- Военно-врачебные заведения:
  - казанский аптекарский склад, казанский военный госпиталь, 12 местных лазаретов, две войсковые больницы;
- Военно-окружной суд;
- 81 конвойная команда;
- Крепостей нет, имеются лишь старые укрепления: Тургайское, Иргизское, Уильское, Ак-Тюбинское и Темирское.

## Командование войсками Казанского военного округа (1864—1918)

### Командующие войсками округа (1864—1914)
- 20.августа 1864—1865 — генерал-адъютант, генерал-лейтенант Р. И. Кнорринг
- 1865 — 4 февраля 1867 — генерал-лейтенант, (с 27 марта 1866 — генерал от инфантерии) К. Р. Семякин
- 21 февраля 1867 — 16 апреля 1872 — генерал-адъютант, генерал-лейтенант, (с 20 апреля 1869 — генерал от инфантерии) Б. Г. Глинка-Маврин
- 1872 — 25 мая 1882 — генерал-лейтенант, (с 30 августа 1873 генерал от инфантерии) А. О. Бруннер
- 25 мая 1882 — 26 августа 1901 — генерал-адъютант, генерал-лейтенант, (с 15 мая 1883 — генерал от инфантерии) Г. В. Мещеринов
- 15 сентября 1901 — 25 октября 1905 — генерал от инфантерии А. И. Косич
- 7 декабря 1905—23 сентября 1907 — генерал от инфантерии И. А. Карасс
- 24 сентября 1907 — 7 февраля 1912 — генерал-лейтенант (с 18 апреля 1910 — генерал от инфантерии) А. Г. Сандецкий
- 7 февраля 1912 — 19 июля 1914 — генерал от инфантерии, барон А. Е. Зальца — (назначался командующим 4-й армией, но, после поражения, вернулся на прежнюю должность)
- 24 сентября — 18 октября 1914 — генерал от инфантерии, барон А. Е. Зальца

### Главные начальники округа (1914—1918)
- 6 января — 8 августа 1915 — генерал от инфантерии П. А. Гейсман,
- 8 августа 1915 — до 1917 — генерал от инфантерии А. Г. Сандецкий,
- март — июнь 1917 — генерал от инфантерии А. З. Мышлаевский,
- июль — октябрь 1917 — зауряд-полковник П. А. Коровиченко,
- октябрь — ноябрь 1917 — генерал-лейтенант Ф. Н. Добрышин
- ноябрь 1917 — май 1918 — прапорщик Н. Е. Ершов

## В Союзе ССР
В СССР Казанский военный округ был образован приказом Народного комиссара обороны Союза ССР, от 9 июля 1945 года. Территория округа включала Кировскую область, а также Татарскую, Удмуртскую, Марийскую и Чувашскую АССР. Управление округа формировалось на базе полевого управления 48-й армии. Управление (штаб) округа дислоцировалось в Казани.
Приказом от 4 февраля 1946 года округ переформирован в Казанский территориальный округ, войска переданы в Приволжский военный округ. Округ упразднён 6 мая 1946 года, расформирование управления завершено в июне этого года.

### Командование Казанского военного округа (июль 1945 — июнь 1946)
- Командующий войсками округа — генерал-полковник Н. И. Гусев
- Начальник штаба округа — генерал-лейтенант П. И. Ляпин
- Член Военного совета округа — генерал-лейтенант Н. А. Истомин
- Командующий артиллерией округа — генерал-лейтенант И. И. Тимотиевич
- Командующий БТ и МВ округа — майор (позже подполковник) Носов, Алексей Филиппович (15.10.1945 — 10.6.1946)[4].